# Capparidastrum discolor
Capparidastrum discolor är en kaprisväxtart som först beskrevs av John Donnell Smith och fick sitt nu gällande namn av Cornejo och Iltis. Capparidastrum discolor ingår i släktet Capparidastrum och familjen kaprisväxter. Inga underarter finns listade i Catalogue of Life.